# Emil J. Freireich
Emil Jay Freireich (* 16. März 1927 in Chicago; † 1. Februar 2021 in Houston, Texas) war ein US-amerikanischer Mediziner (Onkologie, Hämatologie). Er forschte über Leukämie und war ein Pionier der Entwicklung von Chemotherapeutika gegen Krebs und speziell kombinierter Chemotherapie bei akuter Leukämie.

## Leben und Werk
Freireich war der Sohn jüdischer Einwanderer aus Ungarn, sein Vater starb, als er zwei Jahre alt war. Er wuchs in ärmlichen Verhältnissen in der Zeit der großen Depression auf und studierte Medizin an der University of Illinois at Urbana-Champaign mit dem Bachelor-Abschluss 1947 und dem M.D. 1949. Danach war er Arzt im Praktikum (Internship) im Cook County Hospital und absolvierte 1951 bis 1953 die Facharztausbildung (Residency) in Innerer Medizin am Presbyterian Hospital in Chicago. 1953 bis 1955 war er Assistent an der Boston University, wo er durch eine Studie über Anämie auf sich aufmerksam machte. Diese Studie brachte ihm 1955 eine Einladung an das National Cancer Institute (NCI) ein.
Am NCI befasste er sich mit Leukämie bei Kindern (Akute lymphatische Leukämie). Durch Einführung der Transfusion von Blutplättchen löste er zunächst das Problem, dass viele der Patienten verbluteten. Danach wandte er sich der Chemotherapie zu und experimentierte mit Kombinationspräparaten von Chemotherapeutika, angeregt durch Erfolge von Kombinationspräparaten bei Tuberkulose. Zusammen mit Emil Frei III und James F. Holland erzielte er damit Remissionserfolge und veröffentlichte 1965 mit Frei eine zusammenfassende Studie.
Zuletzt Senior Investigator und Leiter des Leukämie-Dienstes am NCI, wechselte er 1965 als Professor an das M. D. Anderson Cancer Center der University of Texas. Dort baute er mit Emil Frei, mit dem er schon am NCI zusammengearbeitet hatte, die Chemotherapie auf – zuvor verließ man sich dort vor allem auf Strahlentherapie und Chirurgie.
1972 erhielt er den Lasker~DeBakey Clinical Medical Research Award, 1983 den Kettering-Preis. Für 2019 wurde Freireich der AACR Award for Lifetime Achievement in Cancer Research zugesprochen.
1982 wurde er Ehrendoktor der University of Illinois (Ph.D.).
2021 starb Freireich im Alter von 93 Jahren an den Folgen einer COVID-19-Erkrankung.
2025 wurde er posthum in die National Inventors Hall of Fame aufgenommen.

## Schriften (Auswahl)
- E. Frei III, E. J. Freireich, E. Gehan, u. a.: Studies of sequential and combination antimetabolite therapy in acute leukemia: 6-mercaptopurine and methotrexate: from the acute leukemia group. In: Blood. Band 18, 1961, S. 431–454.
- E. J. Freireich, M. Karon, E. Frei III: Quadruple combination therapy (VAMP) for acute lymphocytic leukemia of childhood. In: Proc. Am. Assoc. Cancer Res. Band 5, 1964, S. 20.